# Pulvérisateur-mélangeur

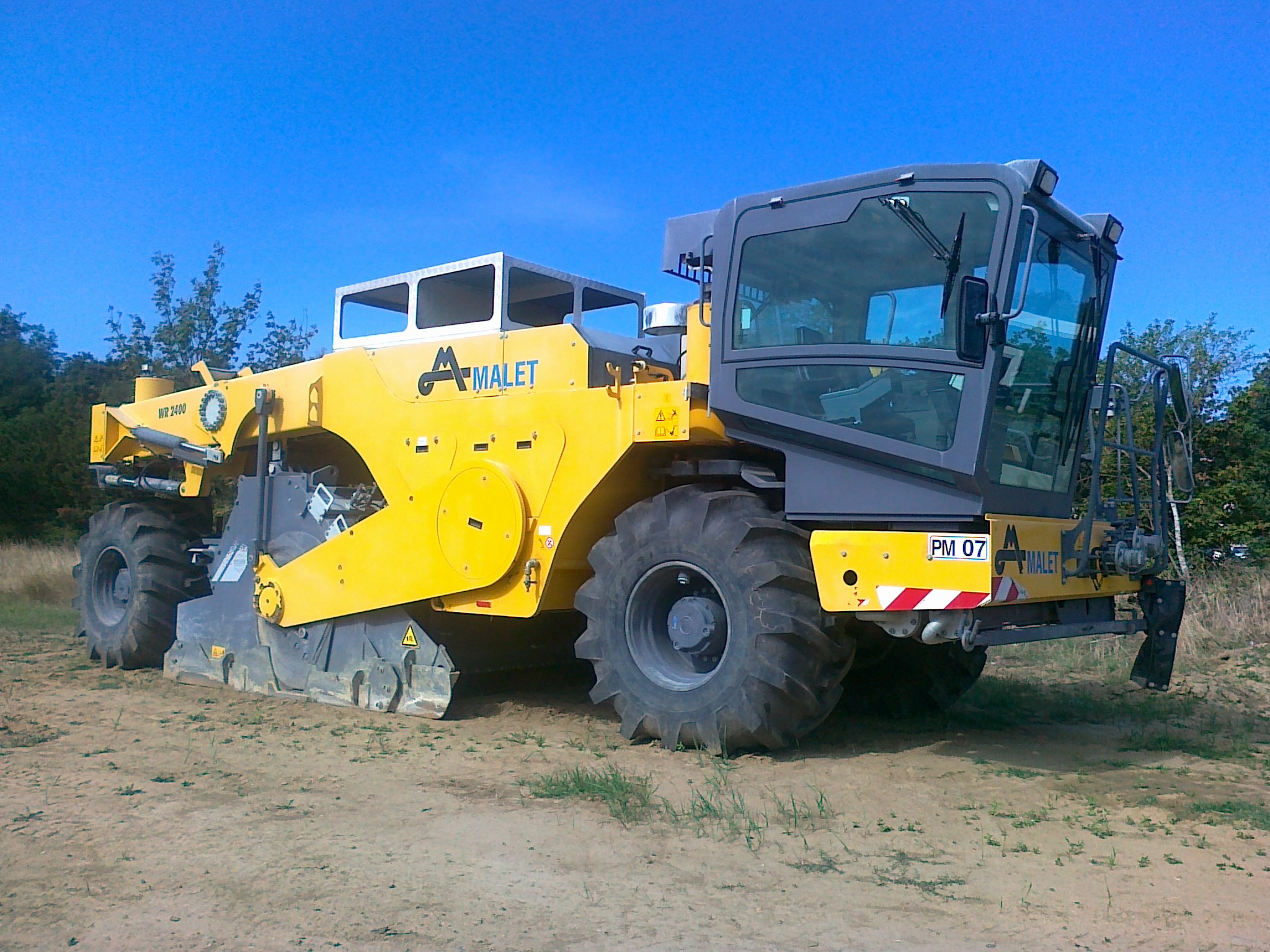
Pulvimixeur Wirgten WR2000 de l'entreprise Malet

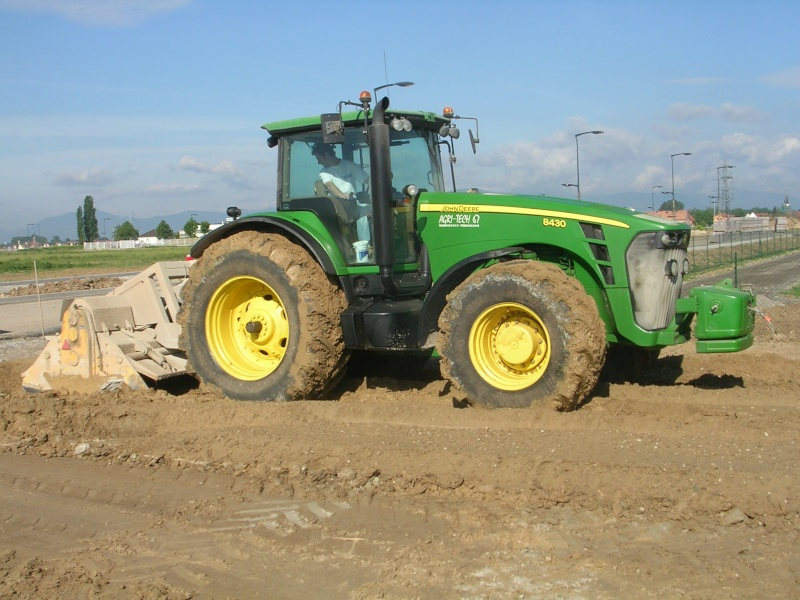
Un pulvérisateur-mélangeur animé par un tracteur.

Un pulvérisateur-mélangeur, un pulvimixeur, ou une tritureuse (au Québec) est un engin de terrassement automoteur comportant sous un carter un axe muni de dents de herse servant à pulvériser et à stabiliser un sol en lui incorporant sur place des matériaux ou des liants complémentaires, tels que de la chaux ou du ciment.
Il existe également des outils pour le même usage mus par un tracteur agricole.